# Bertold III. z Andechsu
Bertold III. z Andechsu (1110/1115? – 14. prosince 1188) byl markrabě Istrie a Kraňska, pocházející z rodu hrabat z Andechsu.

## Život a dílo
Byl druhým synem hraběte Bertolda II. z jeho prvního manželství se Žofií, dcerou istrijského markraběte Poppa II. Prostřednictvím získávání a rozšiřování pozemků, práv a dědictví dokázal vystoupat mezi vysokou šlechtu a také do říšské politiky. Kontroloval mj. významné spojení sever-jih do Itálie. Byl věrný přívrženec Štaufů a zároveň častým společníkem císaře Fridricha Barbarossy.
Roku 1157 získal hrabství Dießen v Bavorsku. Dále se mu v roce 1158 podařilo po smrti Ekberta III. z Formbach-Pittenu v dědičném sporu se štýrským markrabětem Otakarem III. prosadit své požadavky do té míry, že získal hrabství Neuburg a Schärding, stejně jako Windber. V roce 1173 získal Markrabství Istrie - Kraňsko od Fridricha I. Barbarossy jako císařské léno. Roku 1180, po pádu Jindřicha Lva, byl jmenován Bertoldův syn také vévodou meranským a tím byl také rod Andechsů povýšen na říšská knížata.
Bertold III. zemřel v roce 1188 a je pochován v klášteře Dießen.